# Justin Bartha
Justin Lee Bartha (Fort Lauderdale, 21 juli 1978) is een Amerikaans acteur, bekend van zijn rol als Riley Poole in de National Treasure-films, en als Doug Billings in de bekende Hangover-films.

## Biografie
Justin Bartha, zoon van een makelaar en een onderwijzeres, is van joodse afkomst. Op 9-jarige leeftijd verhuisde Bartha met zijn familie naar West Bloomfield, Michigan. Nadat hij als tennisser zijn pols brak, begon Bartha met acteren. Toen hij een rol kreeg in het toneelstuk "A Midsummer Night's Dream", dat in zijn woonplaats werd opgevoerd, richtte Bartha een kindertheatergroep op. Deze groep trad op in ziekenhuizen en lagere scholen. Na het afronden van de middelbare school ging Bartha in New York studeren.

## Carrière
Bartha begon zijn filmcarrière in 1998 achter de schermen als productieassistent voor de film Analyze This. In 1999 kreeg Bartha zijn eerste rol in de film Tag. Vervolgens schreef en regisseerde Bartha zijn eerste eigen film: High and Lows. Tegelijkertijd kreeg Bartha een rol in Gigli en Carnival Sun. Een jaar later speelde hij een rol in National Treasure als Riley Poole.
Bartha had een rol in het komische drama High Rollers. Het filmen begon in het voorjaar van 2008.

## Privé
Bartha is getrouwd. Hij werd in 2014 vader van zijn eerste kind.

## Filmografie
| Jaar | Titel                              | Rol           |
| ---- | ---------------------------------- | ------------- |
| 2016 | White Girl                         | Kelly         |
| 2013 | The Hangover Part III              | Doug Billings |
| 2013 | National Treasure 3                | Riley Poole   |
| 2011 | The Hangover Part II               | Doug Billings |
| 2009 | The Hangover                       | Doug Billings |
| 2009 | The Rebound                        | Aram          |
| 2007 | National Treasure: Book of Secrets | Riley Poole   |
| 2006 | Teachers                           | Jeff Cahill   |
| 2006 | Failure to Launch                  | Ace           |
| 2005 | Trust the Man                      | Jasper        |
| 2004 | National Treasure                  | Riley Poole   |
| 2004 | Strip Search                       |               |
| 2003 | Carnival Sun                       | Adam Roam     |
| 2003 | Gigli                              | Brian         |
| 1999 | Tag                                | Kip Woffard   |